# Molí d'oli d'Eroles
El Molí d'oli d'Eroles és una obra de Tremp (Pallars Jussà) protegida com a Bé Cultural d'Interès Local.

## Descripció
Cos annexa a la parcel·la de la casa senyalada amb el número 17 del cadastre, que presenta planta rectangular i un cos alçat de dos nivells (planta baixa i altell). La teulada mostra dues vessants i els murs són de pedra del país i han perdut l'arrebossat. Les obertures presenten llindes de fusta. No ha estat possible inspeccionar acuradament, que conserva (segons fonts orals) els elements tecnològics del molí d'oli, mola, premsa, contenidors de decantació, etc.